# ادل‌ایر اوییشن
ادل‌ایر اوییشن (به انگلیسی: Adlair Aviation) یک شرکت هواپیمایی است که در ۱۹۸۳ میلادی تأسیس شده و در ۱۹۸۴ فعالیتش را آغاز کرده‌است. قطب ادل‌ایر اوییشن در فرودگاه کمبریج بی قرار دارد.